# Gauliga Köln-Aachen 1942/43
De Gauliga Köln-Aachen 1942/43 was het tweede voetbalkampioenschap van de Gauliga Köln-Aachen. 
Viktoria 11 Köln werd kampioen en plaatste zich voor de eindronde om de Duitse landstitel. De club versloeg TuS Neuendorf en verloor dan van FV 03 Saarbrücken.

## Eindstand
| Plaats | Club                  | Wed. | W  | G | V  | Saldo | Ptn.  |
| ------ | --------------------- | ---- | -- | - | -- | ----- | ----- |
| 1.     | SV Victoria 1911 Köln | 18   | 14 | 1 | 3  | 67:31 | 29:7  |
| 2.     | VfR 04 Köln           | 18   | 11 | 2 | 5  | 59:27 | 24:12 |
| 3.     | VfL Köln 1899         | 18   | 11 | 1 | 6  | 76:39 | 23:13 |
| 4.     | Mülheimer SV 06       | 18   | 9  | 3 | 6  | 53:38 | 21:15 |
| 5.     | Bonner FV 01          | 18   | 8  | 3 | 7  | 48:65 | 19:17 |
| 6.     | TSV Alemannia Aachen  | 18   | 6  | 3 | 9  | 38:58 | 15:21 |
| 7.     | SSV Vingst 05         | 18   | 6  | 2 | 10 | 29:57 | 14:22 |
| 8.     | SG Düren 99           | 18   | 5  | 3 | 10 | 28:44 | 13:23 |
| 9.     | SpVgg Sülz 07         | 18   | 6  | 1 | 11 | 38:55 | 13:23 |
| 10.    | LSV Bonn              | 18   | 3  | 3 | 12 | 32:54 | 9:27  |

|  | Kampioen, geplaatst voor nationale eindronde |